# Comunanza Capriasca/Lugaggia

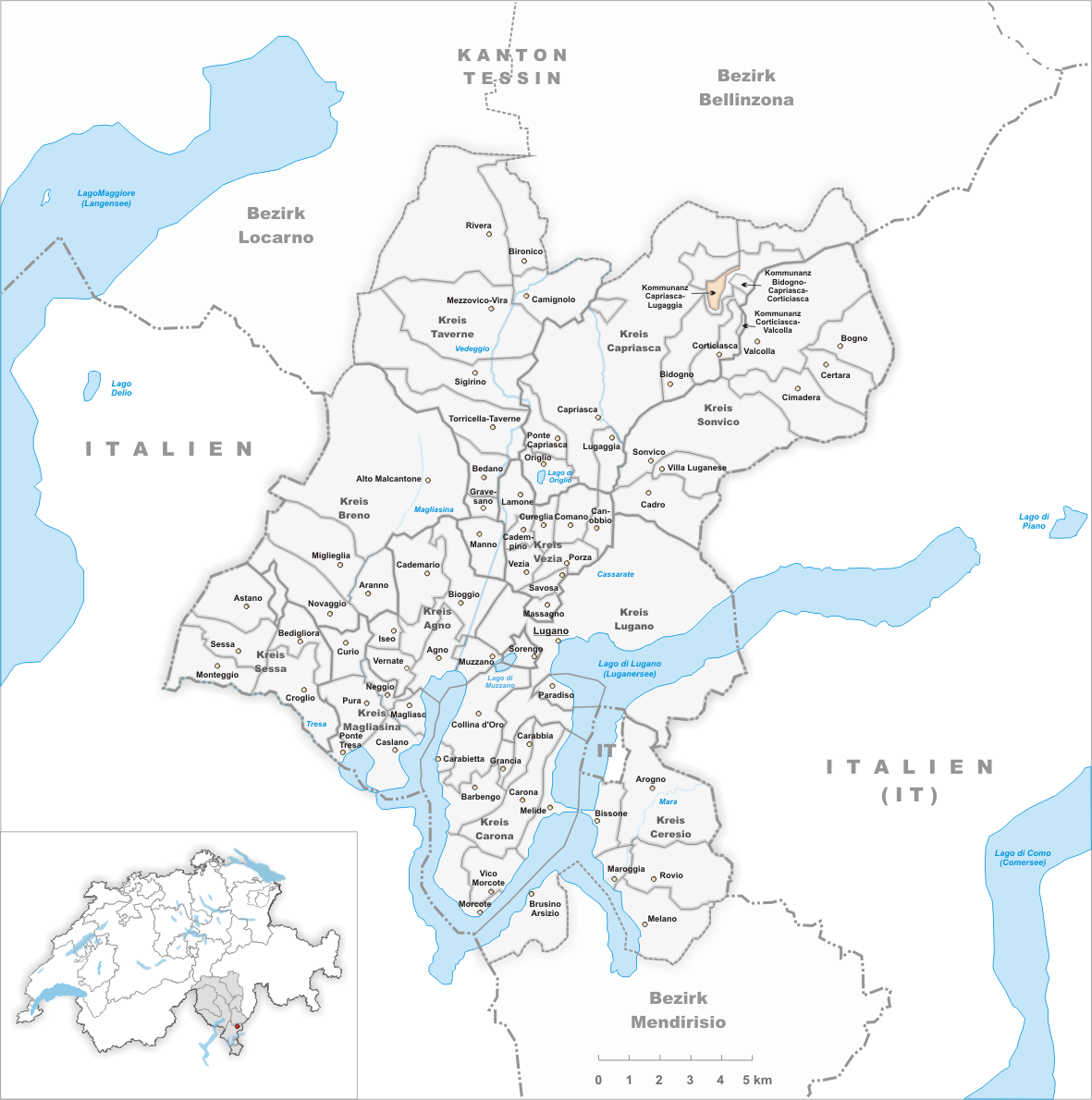
Comune Capriasca/Lugaggia

La Comunanza Capriasca/Lugaggia era un'area comune (comunanza) nel distretto di Lugano, nel Canton Ticino, in Svizzera. 

## Affiliazione politica
Il territorio di circa 0,75 chilometri quadrati era di proprietà congiunta di due comuni: Capriasca e Lugaggia. 

## Geografia
Zona subalpina per lo più disabitata, la comunanza è costituita da un ripido pendio parzialmente boscoso a meridione   del Monte Bar (1861m). Si estende dai 1580 metri (Capanna Monte Bar) fino alla cima e diventa più stretta man mano che ci si sposta verso il basso. Comprende una fascia larga circa 100 metri del comune di Capriasca. 

## Cambio di nome
La Comunanza di Capriasca/Lugaggia era fino al 31 dicembre 2003 la Comunanza di Sala Capriasca/Vaglio/Lugaggia e portava la UST n. 5237 (dal 1 ° gennaio 2004: UST n. 5393). 

## Cancellazione del 20 aprile 2008
Con la fusione delle comunità Bidogno, Corticiasca, Lugaggia e Capriasca nel comune di Capriasca il 20 aprile 2008, questa comunità è stata sciolta.